# Миколаївська область
Микола́ївська о́бласть (Миколаївщина) — область у Південній Україні. Утворена 22 вересня 1937 року. Розташована на півдні країни в межах Причорноморської низовини в басейні нижньої течії річки Південний Буг. На заході межує з Одеською, на півночі з Кіровоградською, на сході та північному сході з Дніпропетровською та на південному сході з Херсонською областями України. На півдні омивається водами Чорного моря. Площа — 24,6 тис. км². Обласний центр — місто-герой Миколаїв.
Внаслідок російського вторгнення в Україну 2022 року близько 3% області окупували збройні сили Російської Федерації. Зокрема під їх контролем опинилося місто Снігурівка та декілька навколишніх сіл. Збройні сили України визволили захоплені території 10 листопада 2022 року.

## Історія

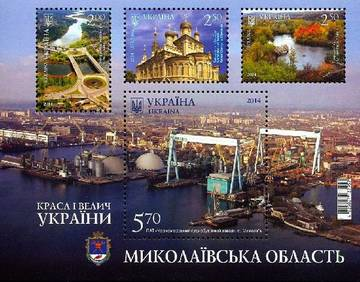
Блок із чотирьох марок «Краса і велич України. Миколаївська область» (2014 рік)

|                                                      |  |  |
| Ювілейна монета НБУ присвячена Миколаївській області |  |  |

## Географія

### Географічне положення
Область розташована в Північному Причорномор'ї, в басейні річки Південний Буг. Межує на заході з Одеською, на півночі — з Кіровоградською, на сході — з Херсонською і Дніпропетровською областями. На півдні омивається водами Чорного моря.

### Рельєф
Територія області являє собою рівнину, котра поступово знижується з півночі на південь до Чорного моря, висота 20—40 м. Здебільшого територія належить до Причорноморської низовини; північ зайнята відрогами правобережної Придніпровської височини (висота до 240 м) з сильно розчленованою мережею ярів, балок і долин. Найвища точка (255,6 м) розташована на північний схід від села Єлизаветівка Братського району. Широкі міжрічкові простори характеризуються тут наявністю обширних округлих знижень («поди»), які навесні заповнюються водою і утворюють тимчасові озера. До території області також належать острів Березань і захід Кінбурнської коси.

### Гідрографія
Чорноморське узбережжя порізане лиманами (Бузький, Березанський, Тузловський, Тилігульський, Дніпровський). Головні річки — Південний Буг, що перетинає західну частину Миколаївської області з північного заходу на південний схід, Інгул (ліва притока Південного Бугу) та Інгулець (права притока Дніпра). Споруджено 1108 ставків і 44 водосховища.

### Корисні копалини
Корисні копалини області представлені значними запасами будівельних матеріалів; є родовища кобальтонікелевих та уранових руд. На території області знаходяться джерела мінеральних вод і лікувальні грязі.
Миколаївська область завжди була багата на різноманітні корисні копалини. Тут видобувають багато з них, але зі видобутком вапняку все виявилося набагато складніше. Хоча сам Миколаїв був побудований з черепашнику (вапняку). Тож, швидше за все, раніше його тут було набагато більше.
Загалом у країні існує три головні регіони видобутку нафти — Дніпропетровсько-Донецький, Волинсько-Подільський, Південний. Миколаївська область належить до Південного регіону, або, як його ще називають – Причорноморський. На жаль, великий переробний нафтозавод Південного регіону знаходиться у Херсоні, а після нього – в Одесі. Миколаїв у цьому плані обділили.
Але в іншому регіон багатий. За даними 1999 року в ньому знаходиться 10 нафтових родовищ, 22 газових та 7 газоконденсатних. На жаль, у Радянському Союзі не бачили доцільним розробляти запаси саме Миколаївської області. Активно розроблялися інші родовища Південного регіону. А після здобуття незалежності взагалі ситуація погіршилася. Основна причина - сувора бюрократична тяганина, яка не дозволяє швидко організувати розробку нафтових родовищ. І як наслідок, ніхто й не прагне вивчати та шукати нові родовища. Це не вигідно ні для українських компаній, ні для іноземних.

### Ґрунти
У північній частині області переважають звичайні чорноземи, на півдні вони змінюються південними чорноземами і темно-каштановими, слабо- і середньосолонцюватими чорноземами. Зустрічаються солонці, солонцювато-осолоділі ґрунти, заболочені плавні і торф'яники. У прирічкових і приморських районах — піщані і супіщані ґрунти, місцями з переходом в сипучі піски.

### Клімат
Північно-західна частина лежить в області лісостепів, південно-східна — степів. Клімат помірно континентальний. Літо спекотне, вітряне, з частими «суховіями»; середня температура найтеплішого місяця (липня) +23…+21°C. Зима малосніжна, порівняно нехолодна; середня температура найхолоднішого місяця (січня) −3…−5°C. Річна кількість опадів коливається від 300—350 мм на півдні до 450 мм на півночі. Максимум опадів влітку, випадають переважно у вигляді злив. Вегетаційний період в середньому близько 210 діб.

### Рослинність
Рослинність переважно типчаково-ковилових степів, в долинах річок — лучна. Майже вся територія розорана. Природна степова рослинність збереглася лише по схилах ярів та балок. Під лісами та чагарниками зайнято близько 2 % території області (в основному дуб, осика, клен, чорна тополя, берест, сосна). Площа полезахисних лісових смуг близько 29,3 тис. га. Під державною охороною перебувають Катеринівський та Вознесенський ліси.

### Тваринний світ
Для тваринного світу характерні лисиця, заєць-русак, звичайний хом'як, ховрах; з птахів — перепел, дрохва, фазан, сіра куріпка, крижні та сірий гусак, кулики, степовий та польовий жайворонки та інші; в Чорному морі промислове значення мають бички, хамса, кефаль, чехоня, скумбрія, осетрові та інші, в річках — сазан, лящ, судак та інші.

## Адміністративно-територіальний устрій

### Загальна інформація
Адміністративний центр області — місто Миколаїв.
У складі області:
- районів — 4[5];
- районів у містах — 4;
- населених пунктів — 915, в тому числі:
  - міського типу — 26, в тому числі:
    - міст — 9, в тому числі:
      - міст обласного значення — 5;
      - міст районного значення — 4;

    - селищ міського типу — 17;

  - сільського типу — 889, в тому числі:
    - сіл — 818;
    - селищ — 71.

У системі місцевого самоврядування:
- районних рад — 19;
- міських рад — 9;
- селищних рад — 17;
- сільських рад — 303.

### Райони
| № | Назва         | Адм. центр     | Адм. устрій |
| - | ------------- | -------------- | ----------- |
| 1 | Баштанський   | м. Баштанка    | Адм. устрій |
| 2 | Вознесенський | м. Вознесенськ | Адм. устрій |
| 3 | Миколаївський | м. Миколаїв    | Адм. устрій |
| 4 | Первомайський | м. Первомайськ | Адм. устрій |

### Міста обласного значення
- Вознесенськ
- Миколаїв
- Очаків
- Первомайськ
- Південноукраїнськ

### Райони у містах
| № | Район       | Входження   |
| - | ----------- | ----------- |
| 1 | Заводський  | м. Миколаїв |
| 2 | Інгульський | м. Миколаїв |
| 3 | Корабельний | м. Миколаїв |
| 4 | Центральний | м. Миколаїв |

## Населення
Станом на 1 січня 2013 року в регіоні, за оцінкою, проживало 1173,5 тис. осіб, з них 796,1 тис. мешкає у міських поселеннях, 377,4 тис. — у сільській місцевості. Внаслідок демографічних процесів, які відбулися впродовж минулого року, чисельність наявного населення області скоротилась на 4,7 тис. осіб.
Головним чинником зменшення чисельності населення продовжує залишатися його природне скорочення, яке за 2012 рік становило 3,8 тис. осіб, зафіксовано і міграційне скорочення — 0,9 тис. осіб.
За минулий рік на Миколаївщині зареєстровано 13515 народжених, що на 486 немовлят більше, ніж у 2011 році. Традиційно хлопчиків народжується більше, ніж дівчаток, на 100 народжених дівчаток торік припадало 109 хлопчиків. Коефіцієнт народжуваності проти 2011 року зріс з 11 до 11,5 немовлят на 1000 наявного населення. Водночас дещо знизився показник смертності — з 14,8 до 14,7 померлих на 1000 наявного населення. Кількість померлих хоча і зменшилась на 164 особи в порівнянні з попереднім роком, залишилась досить значною і становила 17277 осіб.
Природний рух населення Миколаївщини характеризувався перевищенням числа померлих над живонародженими, у 2012 році на 100 померлих припало 78 народжених дітей.
За рік, що минув, на Миколаївщину прибуло 15 308 мігрантів, на 980 більше ніж вибуло. У межах області мігрувало 8630 осіб. Як і в попередні роки, переважав рух населення із сільської місцевості в міські поселення, за рахунок чого міське населення збільшилося на 844 особи. Внаслідок міжрегіональної міграції кількість населення зменшилась на 1 659 осіб, причому 57 % міграційних переміщень у межах країни припадало на Одеську область та місто Київ. Водночас з інших країн в регіон прибуло 990 осіб, вибуло — 311. Позитивне сальдо сформувалось переважно за рахунок міграційних переміщень з Туркменістану (238 осіб), Росії (197 осіб) та Молдови (65 осіб).
|      | Чисельність населення, тис. | Урбанізація |
| ---- | --------------------------- | ----------- |
| 1939 | 919,0                       | 27,0 %      |
| 1959 | 1014,0                      | 39,0 %      |
| 1970 | 1148,1                      | 52,7 %      |
| 1979 | 1242,6                      |             |
| 1989 | 1330,6                      | 65,5 %      |
| 2001 | 1264,7                      | 66,3 %      |
| 2013 | 1173,5                      | 67,8 %      |

### Національний склад
Національний склад населення Миколаївської області станом на 2001 рік
| №  | Національність | Кількість осіб | %        |
| -- | -------------- | -------------- | -------- |
| 1  | Українці       | 1 034 446      | 81,91 %  |
| 2  | Росіяни        | 177 530        | 14,06 %  |
| 3  | Молдовани      | 13 171         | 1,04 %   |
| 4  | Білоруси       | 8 369          | 0,66 %   |
| 5  | Болгари        | 5 614          | 0,44 %   |
| 6  | Вірмени        | 4 277          | 0,34 %   |
| 7  | Євреї          | 3 263          | 0,26 %   |
| 8  | Корейці        | 1 751          | 0,14 %   |
| 9  | Азербайджанці  | 1 482          | 0,12 %   |
| 10 | Цигани         | 1 449          | 0,11 %   |
| 11 | Інші           | 11 547         | 0,91 %   |
|    | Разом          | 1 262 899      | 100,00 % |

### Мовний склад

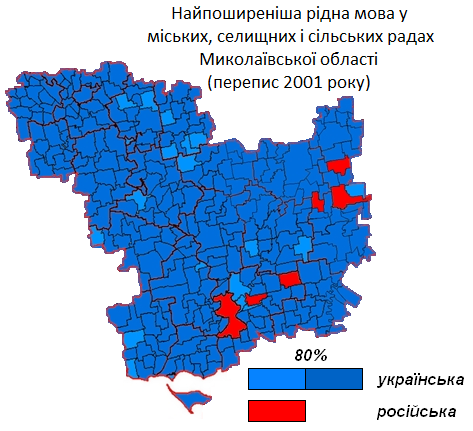
За даними перепису населення України 2001 року, українська мова була рідною для більш як 69 % населення Миколаївської області: вона була панівною в більшості міських, селищних і сільських рад області. Російська мова була найпоширенішою в місті Миколаїв, де проживає близько 40 % населення регіону, та п'яти селищних і сільських радах. Водночас у всіх переважно російськомовних селищних і сільських радах понад 20 % населення вказали українську мову рідною, тоді як у Миколаєві — понад 40 %.

Рідна мова населення Миколаївської області за даними перепису 2001 року:
| Райони та міста обласного значення | українська | російська | молдовська |
| ---------------------------------- | ---------- | --------- | ---------- |
| Миколаївська область               | 69,2       | 29,3      | 0,6        |
| м. Миколаїв                        | 42,2       | 56,8      | 0,1        |
| м. Вознесенськ                     | 86,5       | 12,5      | 0,3        |
| м. Очаків                          | 70,3       | 28,5      | 0,2        |
| м. Первомайськ                     | 82,8       | 15,8      | 0,1        |
| м. Південноукраїнськ               | 66,5       | 31,4      | 0,2        |
| Арбузинський район                 | 88,4       | 8,9       | 2,2        |
| Баштанський район                  | 91,4       | 5,5       | 0,8        |
| Березанський район                 | 88,9       | 8,3       | 1,1        |
| Березнегуватський район            | 91,7       | 6,8       | 0,8        |
| Братський район                    | 86,1       | 10,0      | 3,2        |
| Веселинівський район               | 92,7       | 5,5       | 1,1        |
| Вознесенський район                | 89,6       | 8,2       | 1,6        |
| Врадіївський район                 | 96,0       | 1,8       | 1,6        |
| Доманівський район                 | 94,7       | 2,7       | 2,1        |
| Єланецький район                   | 92,9       | 3,6       | 2,5        |
| Жовтневий район                    | 80,5       | 18,1      | 0,4        |
| Казанківський район                | 81,2       | 17,3      | 0,9        |
| Кривоозерський район               | 96,9       | 1,8       | 0,8        |
| Миколаївський район                | 87,4       | 11,4      | 0,4        |
| Новобузький район                  | 94,0       | 4,4       | 0,9        |
| Новоодеський район                 | 92,4       | 5,9       | 0,8        |
| Очаківський район                  | 85,2       | 12,7      | 0,8        |
| Первомайський район                | 93,2       | 4,8       | 1,2        |
| Снігурівський район                | 91,0       | 7,7       | 0,5        |

В липні 2018 року Миколаївський окружний адміністративний суд позбавив російську мову статусу регіональної.

### Злочинність
Рівень злочинності за 2012 рік на 10 тис. населення складає 87,7 злочинів, з них 31,8 тяжких та особливо тяжких.

### Релігія
Чисельність парафій християнських церков різних конфесій станом на 1 січня 2009 року на Миколаївщині:
|        | Єпархій | Парафій | Монастирів | Священослужителів | Недільних шкіл | Періодичних видань |
| ------ | ------- | ------- | ---------- | ----------------- | -------------- | ------------------ |
| УПЦ МП | 1       | 281     | 2          | 159               | 159            | 1                  |
| ПЦУ    | 1       | 141     | 1          | 59                | 29             | 0                  |
| УГКЦ   | 0       | 10      | 0          | 5                 | 5              | 0                  |

## Економіка

### Валовий регіональний продукт
в 2012 році валовий регіональний продукт дорівнював 29,2 млрд гривень

### Транспорт
У Миколаївській області функціонує потужна транспортна система, до складу якої входить залізничний, морський, річний, автомобільний, авіаційний та трубопровідний транспорт.
Територія регіону є одним із важливих центрів міжнародних економічних і транспортних зв'язків, через який проходять залізничні, автомобільні і трубопровідний міжнародні коридори. За 2002 рік автомобільним транспортом перевезено 18,4 млн тонн вантажів, що становить 83 % від загальної суми вантажоперевезень по області. Протяжність мережі автомобільних доріг загального користування становить 4810,2 км, з них державного значення — 563 км. Протяжність доріг з твердим покриттям — 4786,2 км.
Через територію області проходять такі автомобільні шляхи державного значення: М05 (Київ — Одеса), М13 (Полтава — Кропивницький — Платонове), М14 (Одеса — Мелітополь — Новоазовськ), Н24 (Ульянівка — Вознесенськ — Миколаїв), Н11 (Дніпро — Кривий Ріг — Миколаїв), Н14 (Олександрівка — Кропивницький — Миколаїв).
Експлуатаційна довжина магістралей залізничних шляхів загального користування становить 700 км, із них 37 % — електрифікованих. Щільність становить 28,9 км шляхів на 1 тис. км² території. Найбільші залізничні вузли: Миколаїв, Снігурівка, Підгородна.
Трубопровідний транспорт області представлений Миколаївським Державним підприємством «Трансаміак», що здійснює транзит рідкого аміаку по території України. Довжина магістрального трубопроводу, що обслуговується підприємством, становить 444 км. Технічна можливість для транспортування рідкого аміаку — до 3 млн тонн на рік. Також територією області прокладено нафтопроводи «Снігурівка-Одеса», «Кременчук-Херсон», з головними насосними станціями на нафтопроводах «Снігурівка» та «Миколаївська».
Водний транспорт. Географічне положення області, наявність судноплавних артерій сприяють розвитку водного транспорту і становленню позиції Миколаєва як транзитного транспортного вузла.
Миколаївський морський торговельний порт — один із найпотужніших портів області — з'єднується з Чорним морем Бузько-Дніпровським лиманським каналом протяжністю 44 милі. Допустима прохідна осадка судна — 9,5 метрів, допустима довжина судна — 215 м, ширина — 30 м. Плавання по каналу суден довжиною понад 187 м здійснюється з буксирним забезпеченням. Навігація в порту триває цілорічно.
Розрахунковий вантажообіг порту — 9 млн тонн на рік. В основному це експортно-імпортні вантажі в експорті — хімічні добрива, металоконструкції, труби, бавовна та ін., в імпорті — продовольчі товари.

### Сільське господарство
Сільське господарство — друга за обсягами та перша по зайнятості трудових ресурсів галузь матеріального виробництва області. Площа сільськогосподарських угідь області перевершує 2 млн га, з яких майже 85 % становить — рілля (понад 5 % України), 13,7 — пасовища та сіножаті і 2 % — плодово-ягідні насадження.
На одного мешканця області припадає майже 1,4 га ріллі, або в 2 рази більше ніж в середньому по Україні, а на одного працівника, зайнятого в сільському господарстві приходиться понад 11 га орної землі. Це один з найвищих показників в країні. У господарствах області налічується до 200 тис. га зрошувальних земель.
Ці особливості Миколаївщини відкривають великі можливості для інвестицій у сільське господарство з метою застосування індустріальних технологій, потужної та високоефективної техніки.
Сільськогосподарське виробництво в області здійснюють колективні сільськогосподарські підприємства та фермерські господарства. Питома вага області в республіканському виробництві сільськогосподарської продукції досягає 3 %.
Виробнича структура сільського господарства є рослинницько-тваринницька. Питома вага продукції рослинництва в загальному обсязі досягає 60 %. Основними культурами рослинництва в області є зернові (озима пшениця, ярий ячмінь, кукурудза) під якими зайнято більш 40 % посівних площ, технічні культури — соняшник та цукрові буряки, овочево-баштанні культури. Розвинуте садівництво та виноградарство.
В середньому за рік область виробляє до 2 млн тонн зерна, більш як 230 тис. тонн соняшника, до 200 тис. тонн цукрових буряків, понад 200 тис. тонн овочів тощо. Частка області в загальноукраїнському  виробництві зерна досягає 5,7 %.
Розвинуте рослинництво, в якому значну питому вагу займають кормові культури, є доброю базою для тваринництва, яке має м'ясо-молочний напрямок. До 30 % великої рогатої худоби сконцентровано в особистих приватних господарствах населення, а свиней — понад 46 %.
Символіка
У 2012р. створена обласна програма  "Юрист року Миколаївщини"  [Архівовано 1 березня 2022 у Wayback Machine.] – засіб  для визнання заслуг висококваліфікованих юристів перед Миколаївщиною, популяризації професії юриста, підвищення рівня довіри громадян до спеціалістів правової сфери. Це перший та єдиний регіональний проєкт в Україні [Архівовано 31 травня 2022 у Wayback Machine.], який об’єднав юристів державної сфери, громадського та приватного секторів.

## Російсько-українська війна

### Руйнування
Станом на 21 березня 2024 року в Миколаїівська ОВА зафіксувала пошкодження 15 599 об'єктів, з яких відновити змогли 4 572. Також за два роки війни мешканці усіх 52 громад Миколаївщини спрямували до органів влади понад 30 тисяч повідомлень про пошкоджене або знищене майно. Вже два роки місто живе без централізованого водопостачання, оскільки водогін був серйозно пошкоджений в ході російсько-української війни.

### Відбудова
Протягом 2023 року головний акцент у відбудові відводився критичній інфраструктурі. У 2024-му Миколаївська ОВА працює над будівництвом протирадіаційних укриттів.
У 2023 році на відбудову Миколаївщини було спрямовано 1,298 мільярда гривень, з яких змогли витратити 445,9 мільйонів гривень. У 2024 році на відбудову області планують спрямувати 1,2 мільярда гривень. Більшість із них піде на будівництво нових ділянок водогону для Миколаєва.

## Пам'ятки
- Пам'ятки національного значення Миколаївської області

## Визначні уродженці
- Герої Радянського Союзу — уродженці Миколаївської області